# أنصار الشريعة (مالي)
أنصار الشريعة هي جماعة إسلامية مسلحة تعمل في منطقة أزواد في مالي.

## خلفية
بعد تمرد أزواد في عام 2012، حققت منطقة مالي الشمالية استقلالها الفعلي عن حكومة مالي المركزية، حيث استولى على المنطقة عدد من الجماعات الإسلامية بما فيها جماعة أنصار الدين وحركة الوحدة والجهاد في غرب أفريقيا والقاعدة في بلاد المغرب الإسلامي.
في 9 ديسمبر 2012 أعلنت مجموعة من الإسلاميين الماليين في مدينة جاو عن إنشاء مجموعة جديدة تدعى أنصار الشريعة، وهي الاسم الذي استخدمته المنظمات التي تأسست مؤخرًا في عدد من البلدان الإسلامية بما فيها اليمن وليبيا وتونس. معظم قادة المجموعة هم من قبيلة عربيتش العربية من تمبكتو، ويقال أن بعض أسر هذه القبيلة لها علاقات بالزواج مع عناصر من تنظيم القاعدة في بلاد المغرب الإسلامي، مع أن التكوين العرقي لهذه المجموعة يتناقض مع تركيبة أنصار الدين التي يسيطر عليها الطوارق.
كما هو الحال مع جماعات أنصار الشريعة الأخرى، يوصف الفرع في مالي بأنه يستند إلى مبادئ معينة، مثل معارضة الديمقراطية، والتأكيد على الأيديولوجية الجهادية السلفية، والهدف الأساسي لها هو إقامة إمارة إسلامية. لم يقترن تشكيل الجماعة بتقديم المساعدات والوعظ الديني الذي كان أسلوبًا نموذجيًا لفروع أنصار الشريعة الأخرى. بعد التدخل الفرنسي عام 2013 في شمال مالي، تحولت الجماعات الجهادية التي كانت تدير المنطقة سابقًا إلى القتال ضد بعضها، غير أن جماعة أنصار الشريعة لم تدخل في المشاركة في هذا القتال.